# Ted Nugent

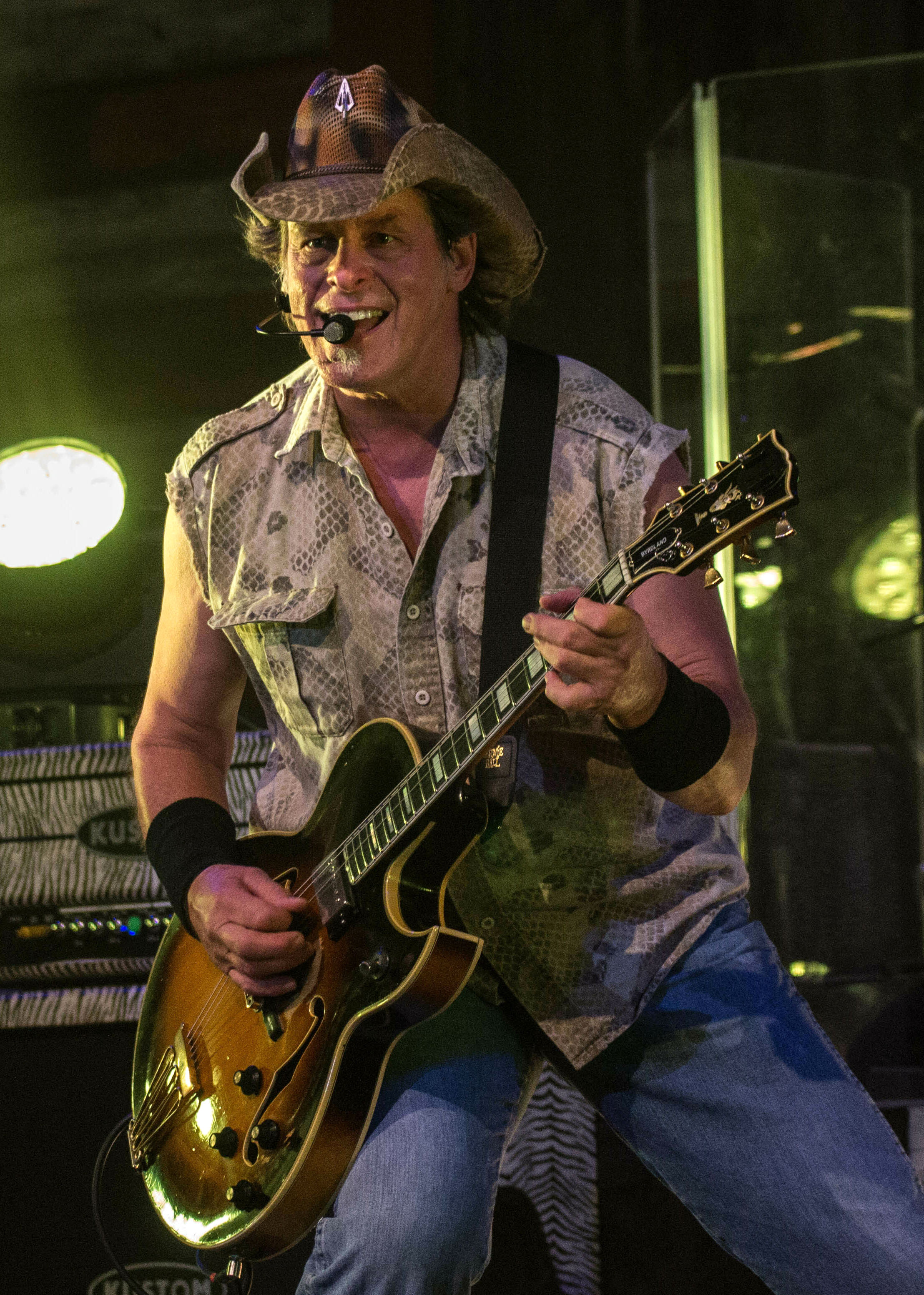
Ted Nugent (2017)

Theodore Anthony „Ted“ Nugent [tɛd ˈnuːdʒɨnt] (* 13. Dezember 1948 in Detroit, Michigan), häufig The Nuge und Motor City Madman genannt, ist ein US-amerikanischer Rockmusiker, Gitarrist und Aktivist. Bekannt wurde er als Mitglied der Amboy Dukes, die 1968 den psychedelischen Hit Journey to the Center of the Mind hatten. 1975 begann Nugent eine Solokarriere und hat bis heute über 35 Millionen Alben verkauft.

## Leben
Schon mit fünf Jahren lernte Nugent Bogenschießen, ein bis heute von ihm geliebtes Hobby. Seit seinem achten Lebensjahr spielt er Gitarre.
Nach ersten Bands, die vom britischen Bluesrock unter anderem der Rolling Stones beeinflusst waren, gründete er 1965 Amboy Dukes. Die Band hatte bis zu sechs Mitglieder (Bass, Drums, Keyboards, Gesang), das Line-Up wechselte bis zum Ende der Band immer wieder. Neben Nugent war Steve Farmer als Songwriter und Gitarrist das wichtigste Bandmitglied. 1968 hatte die Band mit Journey to the Center of the Mind einen Hit, der musikalisch in Richtung des Psychedelic Rock ging und, angeblich jedoch ohne Nugents Wissen, von Drogen handelte.
Nugent gelang es in dieser Zeit, nicht zum Vietnamkrieg einberufen zu werden, indem er vor seiner Musterung auf jegliche Hygiene verzichtete und sich nur von Fastfood und Cola ernährte.
Nach Konflikten mit den Amboy Dukes begann Nugent 1975 eine erfolgreiche Solokarriere, die in den 1980er-Jahren jedoch stagnierte. Gegen Ende des Jahrzehnts beteiligte er sich an der Gruppe Damn Yankees, die zwischen 1990 und 1993 fünf Millionen Alben verkaufte. Mit dem 1995 folgenden Album Spirit of the Wild nahm Nugent seine Solokarriere wieder auf.
1986 gab er sein Schauspieldebüt in der Folge „Absolut Miami“ der Serie Miami Vice an der Seite der französischen Schauspielerin Arielle Dombasle. Außerdem arbeitete er in diesem Jahr mit Bill Conti an der Filmmusik von Nomads.
Nugent gilt als herausragender Hardrock-Gitarrist. Sein Markenzeichen über lange Jahre war eine Gitarre vom Typ Gibson Byrdland. Bemerkenswert ist das deshalb, weil dieses Modell als hohle Jazzgitarre stark anfällig für Feedback ist, wenn sie wie von Nugent über eine Armada von Fender-75-Amps gespielt wird. Nugent spielte in den letzten Jahren auch andere Gitarren (z. B. Gibson Howard Roberts Fusion, Gibson Les Paul Model) und er gehört zu den ersten und langjährigen Kunden von Paul Reed Smith.
In den 1970er-Jahren veranstaltete er legendäre Guitar Battles, unter anderem mit Frank Marino von Mahogany Rush. Daneben arbeitete er als Moderator in Radio und Fernsehen. Er schuf sich den Ruf eines Outdoor- und Jagdexperten mit permanenter Medienpräsenz. 2004 verletzte er sich in seiner TV-Überlebensshow mit einer Motorsäge und musste mit 44 Stichen genäht werden.
Nugent betreibt ein Outdoor-Feriencamp für Jugendliche. Zudem ist er Herausgeber eines Outdoor-Magazins und schreibt regelmäßig für etliche Zeitschriften. 2000 veröffentlichte er den Bestseller God, Guns and Rock ’n’ Roll.

## Musikkarriere

### Die Amboy Dukes

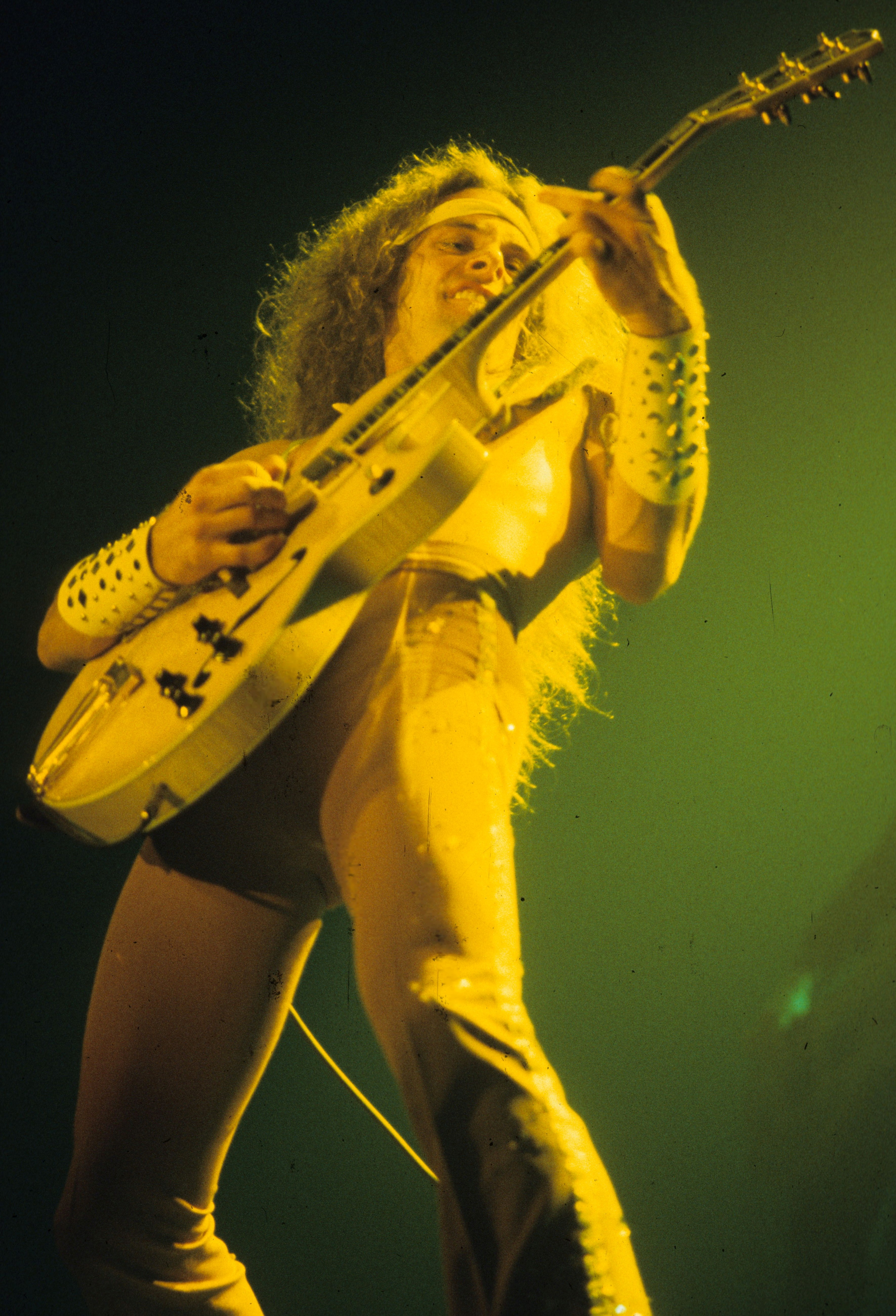
Ted Nugent (ca. 1970er/1980er Jahre)

Die Musik der Amboy Dukes bestand zunächst in Blues-beeinflusstem Hardrock und wies Ähnlichkeiten mit den ebenfalls aus Detroit stammenden MC5 auf. Später zeigten die Amboy Dukes eine Hinwendung zum Psychedelic Rock. Das selbstbetitelte Debütalbum erschien 1967 bei Bob Shads Label Mainstream. Ein erster Hit war die Big-Joe-Williams-Coverversion Baby Please Don’t Go. Ihren größten Erfolg hatte die Band 1968 mit dem Song Journey to the Center of the Mind.
Bis 1975 veröffentlichten die Amboy Dukes insgesamt sieben Alben. Nugent wurde im Laufe dieser Zeit zur dominierenden Figur der Amboy Dukes. Nachdem Keyboarder Andy Solomon 1971 als letztes Originalmitglied die Dukes verlassen hatte, stellte Nugent mit Bassist Rob Grange und Schlagzeuger Vic Mastrianni eine neue Besetzung unter dem Namen Ted Nugent & The Amboy Dukes zusammen, in der allerdings Nugent eindeutig den Ton angab. Eine Besonderheit dieser Zeit stellt das ausschließlich live eingespielte Album Survival Of The Fittest dar, das bis auf einen Titel ausschließlich neue Songs enthält. Darüber hinaus ist die gesamte B-Seite des Albums vom 20-minütigen Prodigal Man belegt. Durch zahlreiche Besetzungswechsel waren auf diesem Album die psychedelischen und bluesrockigen Einflüsse fast völlig verschwunden.
Das 1973er Album Call of the Wild enthielt neben den nunmehr typischen Hardrocksongs eine Coverversion von Chuck Berrys Maybelline und auf Seite 2 einen kurzen Slowblues namens Rot Glut. Die größte Überraschung bestand allerdings in der knapp siebenminütigen atmosphärischen Ballade Below The Belt, auf dem sogar eine Flöte zum Einsatz kam. Dieses Stück erinnerte eher an die psychedelischen Anfangszeiten der Amboy Dukes.
Auf dem 1974er Tooth, Fang & Claw waren die herausragenden Tracks das sehr von Nugents Sologitarre dominierte zehnminütige Instrumental Hibernation und The Great White Buffalo. Im Text dazu beklagte Nugent die Ausrottung der Bisons durch die Weißen, die damit den Indianern ihre Lebensgrundlage nahmen.
Diese beiden letzten Amboy-Dukes-Alben waren trotz gelegentlicher Schwächen stilprägend für die späteren Nugent-Soloalben.

### Solokarriere
1975 begann Nugent seine Solokarriere. Rob Grange war weiterhin mit an Bord, Derek St. Holmes als Sänger und Gitarrist sowie Cliff Davies am Schlagzeug vervollständigen die Begleitband, die bis 1978 stabil blieb.
In dieser Besetzung erschienen im Abstand von je einem Jahr die Alben Ted Nugent, Free-for-All, Cat Scratch Fever und Double Live Gonzo. Diese Alben gelten als die „klassische Phase“ von Ted Nugent. Einer der bekanntesten Songs von Nugent, Stranglehold von Nugents Solo-Debüt, stammt aus dieser Phase und erreichte Weltruhm.
Nach einem bandinternen Zwist verließ Derek St. Holmes 1976 vorübergehend Ted Nugent. Dadurch erhielt mit Marvin Lee Aday ein junger, unbekannter Sänger die Chance, auf Free-for-All sein Können als Sänger unter Beweis zu stellen. Aday wurde später wesentlich bekannter unter dem Künstlernamen Meat Loaf.
1976 gab Nugent ein 45-minütiges Konzert in einem kleinen Kölner Fernsehstudio. Dieser Auftritt wurde im Rahmen der bekannten WDR-Sendung Rockpalast übertragen.
Vor allem das 1978 veröffentlichte Live-Doppelalbum Double Live Gonzo gilt als Symbol für die schiere Kraft und Spielfreude, die Nugent für seine Fans seit jeher ausstrahlte. Viele Songs, die man von den Studioalben kennt, entfalten in den Liveversionen zusätzliche Energie. Zahlreiche Songs wurden durch Improvisationen und Soloeinlagen enorm verlängert und erreichten auf diesem Livealbum maximal das Vierfache ihrer Studiolänge.

### Der Abstieg, dieDamn Yankeesund der Wiederbeginn

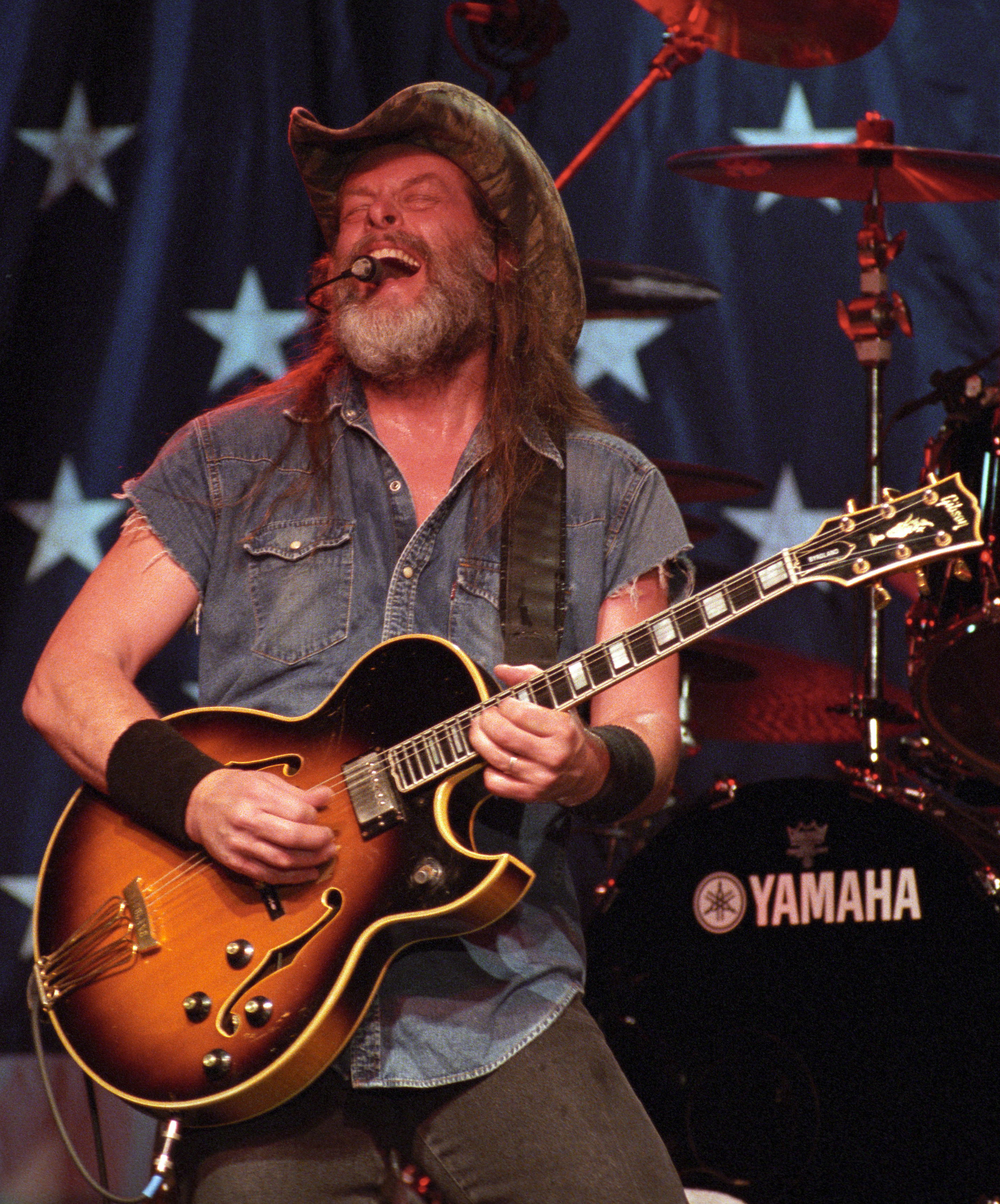
Ted Nugent (2005)

Nach 1978 schien Nugents künstlerische Kreativität nachzulassen. Eine ständig wechselnde Besetzung und die in den Augen vieler Fans zu starke Anbiederung an Trends verhinderten konsequente Arbeit. Durch den Einsatz von als „klebrig“ empfundenen New-Wave-Keyboards verlor Nugent in den Augen der Fans seine musikalische Identität. 1989 stellte er daher seine Solokarriere zurück und schloss sich den Damn Yankees an. Deren Musik bewegte sich im Hair-Metal und ähnelte der von Bon Jovi. Nach zwei Alben lösten sie sich 1993 auf.
1995 kehrte Nugent als Solokünstler zurück; er veröffentlichte ein Album, das mit dem Titel Spirit of the Wild an die alten Zeiten anknüpfen sollte. Die Kritiken fielen durchweg positiv aus. 1997 und 2001 folgten zwei Livealben. Live At Hammersmith von 1997 enthält alte Aufnahmen aus dem Jahr 1979, die Nugents ehemaliges Label anlässlich seiner „Wiedergeburt“ herausbrachte. Das Album reichte jedoch nicht an Double Live Gonzo heran. Full Bluntal Nugity von 2001 dokumentierte in Triobesetzung Nugents alte Stärke und enthielt mit Fred Bear sogar einen Song für Akustikgitarre.
Craveman von 2002 war Nugents nächstes studiomusikalisches Lebenszeichen. Auf diesem Album verarbeitet er in einigen Songs textlich und musikalisch auch Einflüsse des Nu Metal. Seitdem befindet sich Nugent wiederholt auf Tourneen und gibt in aller Welt Konzerte, u. a. auf dem Sweden Rock-Festival 2006, von dem es mittlerweile einen Konzertmitschnitt auf CD und DVD gibt.
2007 erschienen das Studioalbum Love Grenade und die DVD Motor City Mayhem, ein Konzertmitschnitt seines angeblich 6000. Konzertes, aufgenommen am 4. Juli 2008 im DTE Energy Music Centre in Detroit. 2008 war Ted Nugent in dem amerikanischen Action-Klamauk-Film Beer for My Horses als durchgeknallter Hilfssheriff zu sehen.
2014, 2018 und 2022 erschienen weitere Studioalben.

## Politische Kontroversen
Wegen seiner politischen Ansichten geriet Nugent seit den frühen 1990er-Jahren immer wieder in die Kritik. Er gilt als erklärter und aktiver Gegner jeglicher Genuss- und Rauschmittel sowie Drogen. Schon bei den Amboy Dukes entwickelte Nugent eine starke Ablehnung gegen Drogen und nannte Drogenkonsum „unmoralisch“. Darin war er sehr konsequent und entließ bisweilen drogenkonsumierende Bandmitglieder. In den frühen 1990er-Jahren wurde Nugent Sprecher des Drug Abuse Resistance Education Program (D.A.R.E.), einer 1983 gegründeten Organisation, die umstrittene Lehrgänge zur Drogenprävention für Schüler anbot. In jüngerer Zeit attackierte er verbal andere drogenkonsumierende Musiker wie Ozzy Osbourne oder Dimebag Darrell.
Seine größte Kritik erfuhr Nugent jedoch wegen seiner Einstellung gegenüber Waffen, Jagdsport und Tierschutz. Nugent tritt für liberalere Waffengesetze ein und ist Vorstandsmitglied der National Rifle Association (NRA). Er besitzt 350 Schusswaffen. Auf der nationalen Delegiertenversammlung der NRA 2005 in Houston machte er folgende Aussage, welche die Vorwürfe gegen ihn auf den Punkt bringt:

“Remember the Alamo! Shoot 'em! To show you how radical I am, I want carjackers dead. I want rapists dead. I want burglars dead. I want child molesters dead. I want the bad guys dead. No court case. No parole. No early release. I want 'em dead. Get a gun and when they attack you, shoot ’em!”

„Denkt an Alamo! Knallt sie ab! Um Ihnen zu verdeutlichen, wie radikal ich bin – ich will Autoräuber tot sehen. Ich will Vergewaltiger tot sehen. Ich will Einbrecher tot sehen. Ich will Kinderschänder tot sehen. Ich will Verbrecher tot sehen. Keine Gerichtsverhandlung. Keine Bewährung. Keine vorzeitige Entlassung. Ich will sie tot sehen. Holt euch eine Waffe, und wenn sie euch angreifen, knallt sie ab!“

Im Zusammenhang mit dem Dritten Golfkrieg 2003 äußerte er darüber Bedauern, dass die USA keine Atomwaffen gegen den Irak eingesetzt haben („Our failure has been not to Nagasaki them.“) Auch seine Leidenschaft für den Jagdsport machte die Person Nugents in der Öffentlichkeit umstritten. Nachdem er im Jahr 2000 angeblich gegen Pelze demonstrierende Teilnehmer einer Tierschutzorganisation tätlich angegriffen haben soll, wurde er für kurze Zeit inhaftiert. Nach eigenen Angaben erhielt Nugent mehrfach Drohbriefe von Tierschützern. Ebenso steht er in dem Ruf, seit den 1970er-Jahren ein naturverbundenes Dasein als Jäger oder Sammler zu propagieren und trat teilweise sogar nur mit einem Tarzan-artigen Lendenschurz bekleidet auf.
Aufgrund seiner Jagdleidenschaft hat ihm die US-Punkband Goldfinger das Lied FTN („Fuck Ted Nugent“) gewidmet. In dem Lied kritisiert die Band Ted Nugents Liebe zur Jagd und zum Rodeo, außerdem wird er als führendes Mitglied der NRA kritisiert. Textauszug: “He thinks he’ll get the girls by killing little squirrels” (deutsch: „Er glaubt, er kriegt die Mädchen, indem er kleine Eichhörnchen tötet.“)
Nugent vertritt konservative Ansichten und verbreitet diese offen. Er betont die klassische Rollenverteilung in der Familie und gilt als ausgesprochener Familienmensch. Er sieht sich als Patriot, der auf eigenen Konzerten auch gerne eine US-Flagge aufhängt, unterstützt die Republikanische Partei und wohnt in der Nähe von George W. Bushs Ranch in Crawford, Texas. Auf seinem Anwesen nimmt er junge Soldaten auf, die im Irak verwundet wurden, damit sie sich auf seinen weitläufigen Ländereien erholen können. Er sieht dies als Dienst für sein Land an. Scharf angegriffen wurde er von Teilen der amerikanischen Presse, als bekannt wurde, dass er sich vor dem Dienst im Vietnam gedrückt habe; in diesem Zusammenhang wurde er als draft dodger („Drückeberger“) bezeichnet.
Insgesamt steht Nugent seit einigen Jahren stark in der Kritik. Die deutsche Zeitschrift Rock Hard führte ihn 2005 sogar in der Rubrik Tragische Helden des Rock ’n’ Roll, neben zahlreichen verstorbenen Musikern wie John Lennon oder Bon Scott. Dazu wurde kommentiert, dass Nugent eine „tragische Figur“ sei, weil er zum faschistoiden Waffennarr und Rassisten mutiert ist. Und DAS ist allemal tragischer, als wenn er sich offen und ehrlich zu Tode gesoffen hätte.
Bei einem Treffen der NRA am 14. April 2012 sagte Nugent:

„Wenn Obama im November wiedergewählt wird, bin ich zur selben Zeit 2013 entweder tot oder im Knast … Man kann einfach nicht jeden dazu bringen, sein Haus sauber zu machen in dieser widerlichen, bösen, Amerika hassenden Regierung. (…) Unser Präsident, Justizminister, unser Vizepräsident, Hillary Clinton, sie sind Kriminelle, sie sind Kriminelle. (…) Es ist nicht der Feind, der Amerika zugrunde richtete. Es sind die Gutmenschen, die sich beugten und den Feind hineinließen. Wenn der Kojote in deinem Wohnzimmer ist und auf deine Couch pisst, ist das nicht die Schuld des Kojoten. Es ist deine Schuld, dass du ihn nicht erschießt. (…) Wir sind Amerikaner, weil wir dem König getrotzt haben. Wir haben nicht verhandelt und mit dem König Kompromisse geschlossen. Wir haben den Kaisern die Stirn geboten. Wir sind Patrioten. Wir sind Braveheart. Wir müssen auf dieses Schlachtfeld ziehen und ihnen im November ihre Köpfe abschlagen. Noch Fragen?“

Der Secret Service startete daraufhin wegen Bedrohung des Präsidenten Ermittlungen, die mit einem nach Nugents eigener Darstellung „freundschaftlichen“ Treffen am 19. April 2012 endeten. Er äußerte danach: „Auch mit noch so viel Phantasie habe ich niemandem mit dem Tod gedroht oder auf Gewalt oder Chaos angespielt. Metaphern müssen gebildeten Leuten nicht erklärt werden.“ 2013 bezeichnete Nugent Präsident Obama als subhuman mongrel („unmenschlichen“ oder „untermenschlichen Bastard“).
Am 20. April 2017 wurde Nugent unter Vermittlung von und zusammen mit der Politikerin Sarah Palin zu einem vierstündigen Besuch von Donald Trump in das Weiße Haus eingeladen.
Nugent leugnete die Existenz der COVID-19-Pandemie, bis er im April 2021 selbst daran erkrankte.

## Diskografie

### Studioalben
| Jahr | Titel                          | Höchstplatzierung, Gesamtwochen, AuszeichnungChartplatzierungen (Jahr, Titel, Platzierungen, Wochen, Auszeichnungen, Anmerkungen) | Höchstplatzierung, Gesamtwochen, AuszeichnungChartplatzierungen (Jahr, Titel, Platzierungen, Wochen, Auszeichnungen, Anmerkungen) | Anmerkungen                          |
| Jahr | Titel                          | UK | US | Anmerkungen                          |
| ---- | ------------------------------ | --- | --- | ------------------------------------ |
| 1975 | Ted Nugent                     | UK56 (1 Wo.)UK | US28 ×2Doppelplatin · (62 Wo.)US                                                                                                  | Erstveröffentlichung: September 1975 |
| 1976 | Free-for-All                   | UK33 (2 Wo.)UK | US24 ×2Doppelplatin · (32 Wo.)US                                                                                                  | Erstveröffentlichung: September 1976 |
| 1977 | Cat Scratch Fever              | UK28 (5 Wo.)UK | US17 ×3Dreifachplatin · (39 Wo.)US                                                                                                | Erstveröffentlichung: Mai 1977       |
| 1978 | Weekend Warriors               | — | US24 Platin · (20 Wo.)US | Erstveröffentlichung: September 1978 |
| 1979 | State of Shock                 | — | US18 Gold · (18 Wo.)US | Erstveröffentlichung: Mai 1979       |
| 1980 | Scream Dream                   | UK37 (3 Wo.)UK | US13 Gold · (18 Wo.)US | Erstveröffentlichung: Mai 1980       |
| 1982 | Nugent                         | — | US51 (14 Wo.)US | Erstveröffentlichung: Juli 1982      |
| 1984 | Penetrator                     | — | US56 (15 Wo.)US | Erstveröffentlichung: Januar 1984    |
| 1986 | Little Miss Dangerous          | — | US76 (14 Wo.)US | Erstveröffentlichung: März 1986      |
| 1988 | If You Can’t Lick ’Em…Lick ’Em | — | US112 (7 Wo.)US | Erstveröffentlichung: Februar 1988   |
| 1995 | Spirit of the Wild             | — | US86 (4 Wo.)US | Erstveröffentlichung: Mai 1995       |
| 2007 | Love Grenade                   | — | US186 (1 Wo.)US | Erstveröffentlichung: September 2007 |
| 2014 | Shut Up & Jam                  | — | US102 (1 Wo.)US | Erstveröffentlichung: Juli 2014      |

### Livealben und Kompilationen
| Jahr | Titel                       | Höchstplatzierung, Gesamtwochen, AuszeichnungChartplatzierungen (Jahr, Titel, Platzierungen, Wochen, Auszeichnungen, Anmerkungen) | Höchstplatzierung, Gesamtwochen, AuszeichnungChartplatzierungen (Jahr, Titel, Platzierungen, Wochen, Auszeichnungen, Anmerkungen) | Anmerkungen                         |
| Jahr | Titel                       | UK | US | Anmerkungen                         |
| ---- | --------------------------- | --- | --- | ----------------------------------- |
| 1978 | Double Live Gonzo!          | UK47 (3 Wo.)UK | US13 ×3Dreifachplatin · (22 Wo.)US                                                                                                | Erstveröffentlichung: Januar 1978   |
| 1981 | Intensities in 10 Cities    | UK75 (1 Wo.)UK | US51 (10 Wo.)US | Erstveröffentlichung: März 1981     |
| 1981 | Great Gonzos!: The Best Of  | — | US140 ×2Doppelplatin · (8 Wo.)US                                                                                                  | Erstveröffentlichung: November 1981 |
| 2010 | Happy Defiance Day Everyday | — | US61 (1 Wo.)US | Erstveröffentlichung: Juli 2010     |

Weitere Alben
- 1981: Cape Cod
- 1993: Out of Control
- 1996: Motor City Madness
- 1996: Over the Top
- 1997: Live at Hammersmith ’79
- 1998: Super Hits
- 2001: Full Bluntal Nugity
- 2001: Noble Savage
- 2002: The Ultimate
- 2002: Craveman
- 2002: Take Two
- 2003: Take No Prisoners
- 2004: Decades of Destruction
- 2005: Extended Versions
- 2008: Sweden Rocks
- 2009: Motor City Mayhem
- 2009: Playlist: The Very Best Of
- 2013: Ultralive Ballisticrock
- 2018: The Music Made Me Do It
- 2022: Detroit Muscle

### Singles
| Jahr | Titel Album                          | Höchstplatzierung, Gesamtwochen, AuszeichnungChartsChartplatzierungen (Jahr, Titel, Album, Platzierungen, Wochen, Auszeichnungen, Anmerkungen) | Anmerkungen                         |
| Jahr | Titel Album                          | US | Anmerkungen                         |
| ---- | ------------------------------------ | --- | ----------------------------------- |
| 1976 | Hey Baby Ted Nugent                  | US72 (5 Wo.)US | Erstveröffentlichung: Januar 1976   |
| 1976 | Dog Eat Dog Free-for-All             | US91 (2 Wo.)US | Erstveröffentlichung: November 1976 |
| 1977 | Cat Scratch Fever                    | US30 (11 Wo.)US | Erstveröffentlichung: Mai 1977      |
| 1977 | Home Bound Cat Scratch Fever         | US70 (4 Wo.)US | Erstveröffentlichung: Dezember 1977 |
| 1978 | Yank Me, Crank Me Double Live Gonzo! | US58 (7 Wo.)US | Erstveröffentlichung: März 1978     |
| 1978 | Need You Bad Weekend Warriors        | US84 (2 Wo.)US | Erstveröffentlichung: Dezember 1978 |
| 1980 | Wango Tango Scream Dream             | US86 (4 Wo.)US | Erstveröffentlichung: Juli 1980     |

## Auszeichnungen für Musikverkäufe
| Goldene Schallplatte - Kanada - 1978: für das Album Double Live Gonzo! - 1978: für das Album Free-for-All - 1978: für das Album Ted Nugent - 1979: für das Album State of Shock - 1980: für das Album Scream Dream | Platin-Schallplatte - Kanada - 1979: für das Album Cat Scratch Fever - 1979: für das Album Weekend Warriors |

Anmerkung: Auszeichnungen in Ländern aus den Charttabellen bzw. Chartboxen sind in ebendiesen zu finden.
| Land/RegionAuszeichnungen für Musikverkäufe (Land/Region, Auszeichnungen, Verkäufe, Quellen) | Gold     | Platin       | Verkäufe   | Quellen         |
| -------------------------------------------------------------------------------------------- | -------- | ------------ | ---------- | --------------- |
| Kanada (MC)                                                                                  | 5× Gold5 | 2× Platin2   | 450.000    | musiccanada.com |
| Vereinigte Staaten (RIAA)                                                                    | 2× Gold2 | 13× Platin13 | 14.000.000 | riaa.com        |
| Insgesamt                                                                                    | 7× Gold7 | 15× Platin15 |            |                 |

## Trivia
In der zehnten Folge der 23. Staffel der Simpsons, „Im Rausch der Macht“, wird Nugent während der gesamten Episode parodiert und von Homer Simpson, in dessen Fernsehsendung „Wir brauchen Eier“, sogar als republikanischer Kandidat für das Präsidentenamt vorgeschlagen.
In der 24. Folge der 3. Staffel der Sitcom Die wilden Siebziger besuchen die Protagonisten ein Ted-Nugent-Konzert, bei dem Hyde und Fez gefälschte T-Shirts verkaufen wollen. Jedoch hat Fez auf den T-Shirts „Tad“ statt „Ted“ geschrieben, weshalb die Shirts unbrauchbar sind.
Während der weltweiten COVID-19-Pandemie 2020 positionierte sich Ted Nugent mehrfach gegen eine Bedrohung durch das Virus. Er benutzte die Wortwahl des damaligen US-Präsidenten Donald Trump, indem er das Virus als „chinesisches Virus“ bezeichnete und die pandemische Lage in den USA leugnete und in Videobotschaften in den Sozialen Medien darauf hinwies, dass man „wegen Covid 1 bis 18 auch keine Einschränkungen des öffentlichen Lebens vorgenommen“ hätte. Die Todesstatistik bezeichnete er als Betrug und machte andere Todesursachen hierfür verantwortlich. Am 20. April 2021 gab Nugent bekannt, dass er positiv auf das Coronavirus getestet sei und seit 10 Tagen einen schweren COVID-19-Verlauf habe. In dieser Phase konnte er sich wegen Schmerzen und Schwäche kaum bewegen und ging davon aus, dass er sterben müsse.